# 2246 Bowell
2246 Bowell è un asteroide della fascia principale del diametro medio di circa 44,21 km. Scoperto nel 1979, presenta un'orbita caratterizzata da un semiasse maggiore pari a 3,9466564 UA e da un'eccentricità di 0,0922835, inclinata di 6,49694° rispetto all'eclittica.
L'asteroide è dedicato al suo scopritore Edward L. G. Bowell.